# Fernando Ovelar
Fernando Fabián Ovelar Martínez (Asunción, 2004. január 6. –) paraguayi labdarúgó, a Cerro Porteño játékosa.

## Pályafutása

### Klubcsapatokban
A Primera Divisiónban 2018. október 28-án debütált a 3 de Febrero csapata elleni 1–1-es döntetlen alkalmával. Ezzel ő lett a paraguayi élvonal történetének legifjabb játékosa. 2018. november 4-én, az Olimpia Asunción elleni Superclásicón kezdőként lépett pályára és ő szerezte csapata első gólját a 2–2-es döntetlennel zárult mérkőzésen. Ezzel újabb rekordot döntött meg; ő lett a paraguayi élvonal történetének legfiatalabb gólszerzője, 14 éves 9 hónapos és 27 napos korában.

### A válogatottban
2018. december 12-én mutatkozott be góllal a paraguayi U17-es labdarúgó-válogatottban mexikói U17-es labdarúgó-válogatott ellen 1–0-ra megnyert márkőzésen. Részt vett a 2019-es Dél-amerikai U17-es labdarúgó-bajnokságon, amit Peruban rendeztek meg.

## Családja
Nagyapja, Gerónimo Ovelar 1979-ben három alkalommal szerepelt a paraguayi válogatottban, 1976 és 1981 között pedig szintén a Cerro Porteño játékosa volt.